# Petr Ton
Petr Ton (ur. 8 października 1973 w Kladnie) – czeski hokeista, reprezentant Czech.

## Kariera
- HC Kladno U20 (1991-1992)
- HC Kladno (1992-1998)
- Jokerit (1998)
- Blues (1998-1999)
- JYP (1999-2002)
- Kärpät (2002-2003)
- Sparta Praga (2003-2014)
- HC Kometa Brno (2014-2016)
- HC Kladno (2016-2017)

Wychowanek HC Kladno. od 2003 zawodnik Sparty Praga. Wieloletni zawodnik HC Vítkovice, przez kilka lat także kapitan tej drużyny. W maju 2013 przedłużył kontrakt z klubem o rok. Odszedł z klubu w maju 2014. Od lipca 2014 zawodnik HC Kometa Brno. W lipcu 2015 przedłużył umowę. Odszedł z klubu na początku marca 2016. Od maja 2016 ponownie zawodnik HC Kladno. W barwach macierzystego rozegrał swój ostatni sezon 2016/2017. Na początku 2018 ogłosił zakończenie kariery.
W swojej karierze przez wiele sezonów grał w ekstralidze czeskiej i został jednym z najskuteczniejszych zawodników w historii ligi. Grał także przez kilka lat w fińskich rozgrywkach Liiga.

## Sukcesy i osiągnięcia

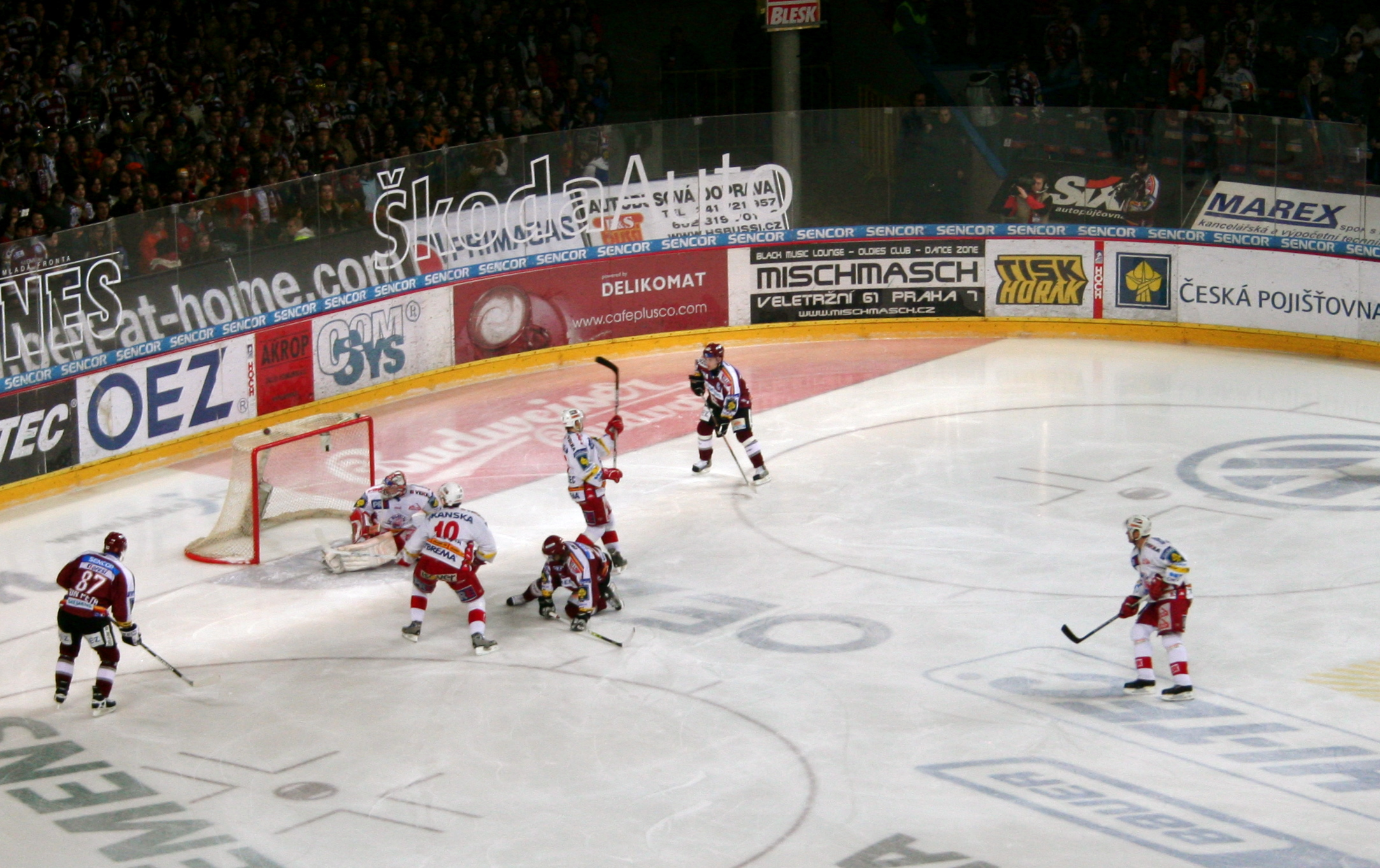
Petr Ton (pierwszy z lewej z nr 87) w barwach Sparty Praga zdobywa gola w meczu ze Slavią Praga (2007)

Klubowe
- Brązowy medal mistrzostw Czech: 1994 z HC Kladno, 2004, 2009 ze Spartą Praga, 2014, 2015 z Kometą Brno
- Brązowy medal mistrzostw Finlandii: 1998 z Jokeritem
- Srebrny medal mistrzostw Finlandii: 2003 z Kärpät
- Złoty medal mistrzostw Czech: 2006, 2007 ze Spartą Praga
- Finał Pucharu Mistrzów: 2008 ze Spartą Praga
- Finał Pucharu Spenglera: 2004 ze Spartą Praga
- Tipsport Hockey Cup: 2009 ze Spartą Praga
- Puchar Prezydenta Czeskiej Federacji Hokeja na Lodzie: 2012 ze Spartą Praga

Indywidualne
- SM-liiga 2002/2003:
  - Pierwsze miejsce w klasyfikacji strzelców goli zwycięskich: 7 goli
  - Pierwsze miejsce w klasyfikacji strzelców goli w osłabieniu: 6 goli
- Ekstraliga czeska 2005/2006:
  - Pierwsze miejsce w klasyfikacji strzelców goli w sezonie zasadniczym: 24 gole
- Ekstraliga czeska w hokeju na lodzie (2007/2008):
  - Pierwsze miejsce w klasyfikacji kanadyjskiej goli w sezonie zasadniczym: 43 punkty
  - Nagroda na zawodnika grającego w najbardziej sportowy sposób
- Puchar Mistrzów IIHF 2008:
  - Trzecie miejsce w klasyfikacji kanadyjskiej turnieju: 4 punktów
  - Skład gwiazd turnieju
- Ekstraliga czeska w hokeju na lodzie (2009/2010):
  - Pierwsze miejsce w klasyfikacji strzelców goli w sezonie zasadniczym: 34 gole
- Ekstraliga czeska w hokeju na lodzie (2012/2013):
  - Nagroda na zawodnika grającego w najbardziej sportowy sposób